# Monastère de Nouveau Valamo
Le monastère de Nouveau Valamo (en finnois : Uuden Valamon luostari, en suédois : Nya Valamo kloster) est un monastère orthodoxe finlandais situé dans la localité de Heinävesi en Finlande.

## Histoire
Le monastère de Nouveau Valamo a été créé après l'évacuation en février 1940 en Finlande orientale de 190 moines de l'ancien monastère de Valaam située en Carélie orientale lors de la guerre d'Hiver et de l'occupation soviétique de la région. Ils seront ensuite rejoints par ceux du monastère de Konevets et ceux du monastère de Petsamo.
Le monastère a accueilli la Ve Rencontre de la Commission mixte internationale pour le dialogue théologique entre l'Église catholique romaine et l'Église orthodoxe (19-27 juin 1988).

## Patrimoine artistique

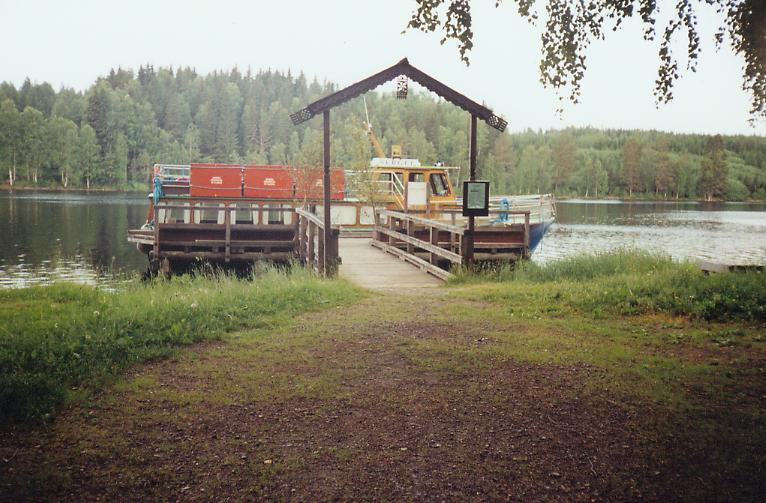
Le ponton de Valamo sur le lac Juojärvi et le bateau Sergei
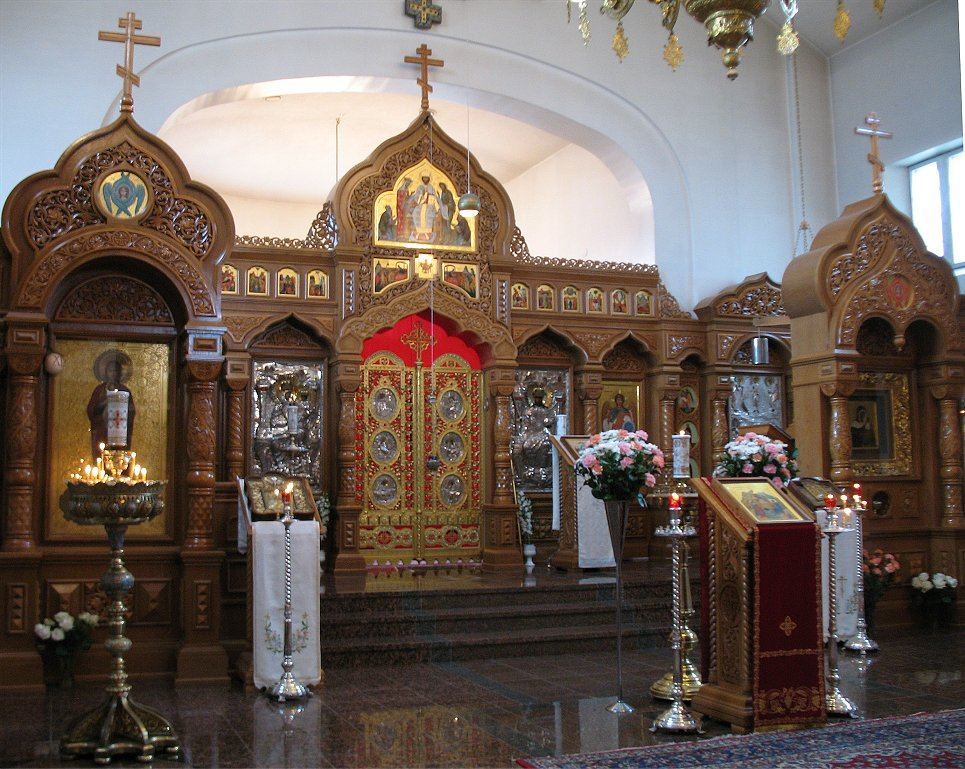
Nouvelle Iconostase construite en 2010 dans l'église principale.
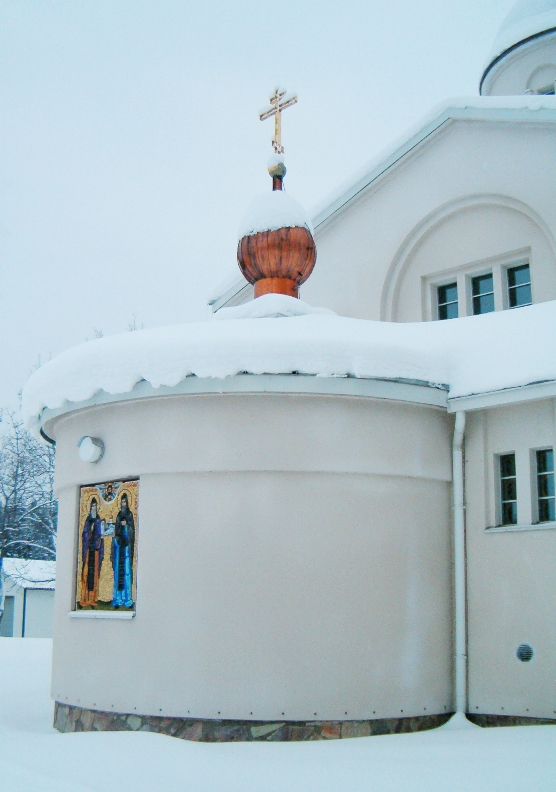
L'église d'hiver du monastère.